# Rynkatorpa bisperforata
Rynkatorpa bisperforata is een zeekomkommer uit de familie Synaptidae.
De wetenschappelijke naam van de soort werd in 1938 gepubliceerd door Hubert Lyman Clark.